# Brockman National Park
Brockman National Park är en park i Australien. Den ligger i delstaten Western Australia, omkring 280 kilometer söder om delstatshuvudstaden Perth. Arean är 49 kvadratkilometer.
Trakten runt Brockman National Park är nära nog obefolkad, med mindre än två invånare per kvadratkilometer.. Närmaste större samhälle är Pemberton, nära Brockman National Park.
I omgivningarna runt Brockman National Park växer i huvudsak städsegrön lövskog. Genomsnittlig årsnederbörd är 1 208 millimeter. Den regnigaste månaden är maj, med i genomsnitt 210 mm nederbörd, och den torraste är februari, med 16 mm nederbörd.